# Chiesa di Santa Giuliana (Curtarolo)
La chiesa di Santa Giuliana è la parrocchiale di Curtarolo, in provincia e diocesi di Padova; fa parte del vicariato di Limena.

## Storia
La prima citazione della pieve di Curteroduli risale al 1077, anno in cui, assieme ad altre quindici pievi, venne posta sotto la giurisdizione imperiale da parte dei vescovi regi Odone e Benno; nel 1297 essa risultava dedicata alla Beata Vergine Maria.

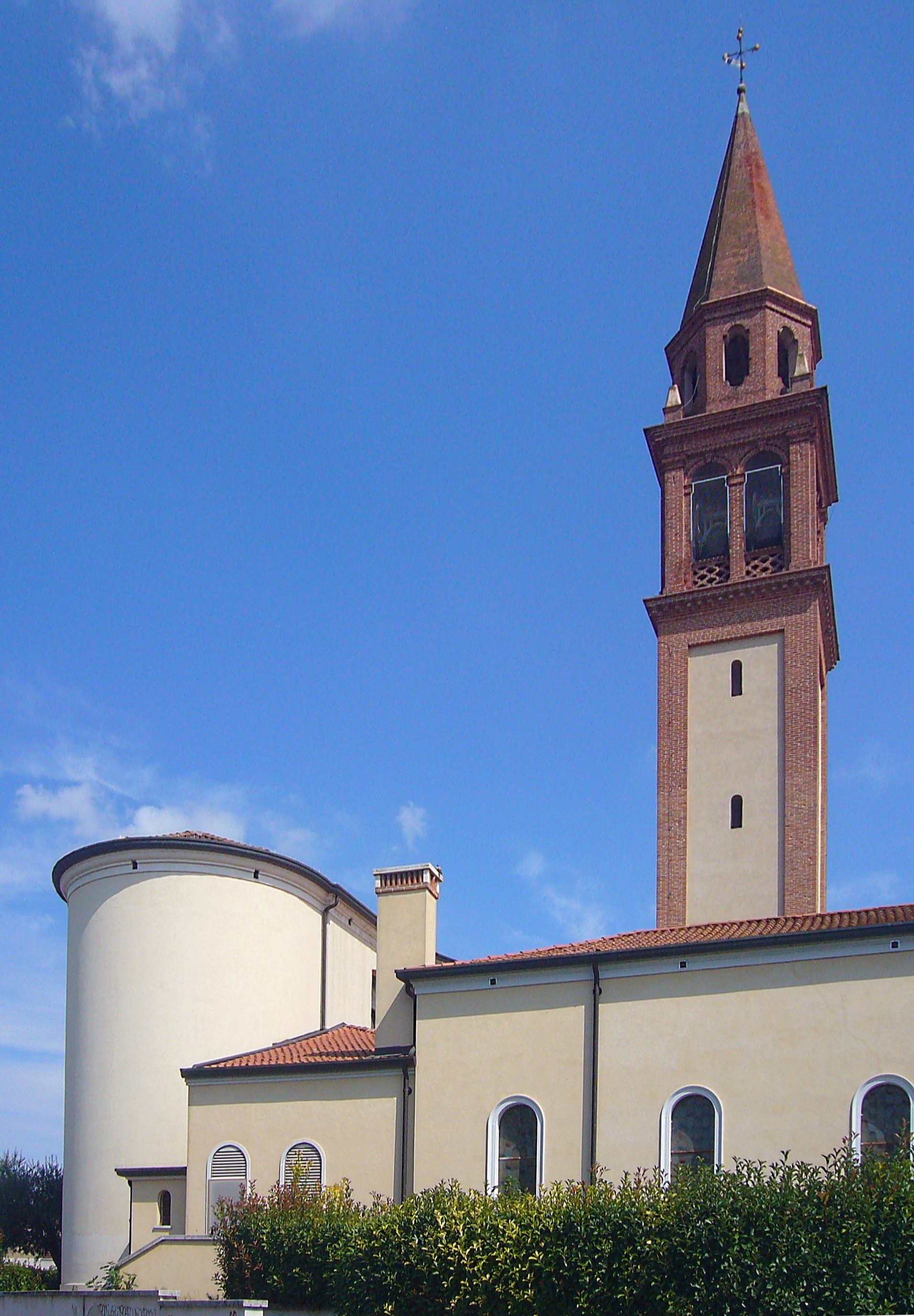
L'abside e il campanile

Da questa pieve dipendevano le chiese di Campo San Martino, Marsango, San Pietro di Curtarolo, Santa Maria di Non, Tavo e Tessara e, inoltre, nella pievania vi erano pure due conventi.

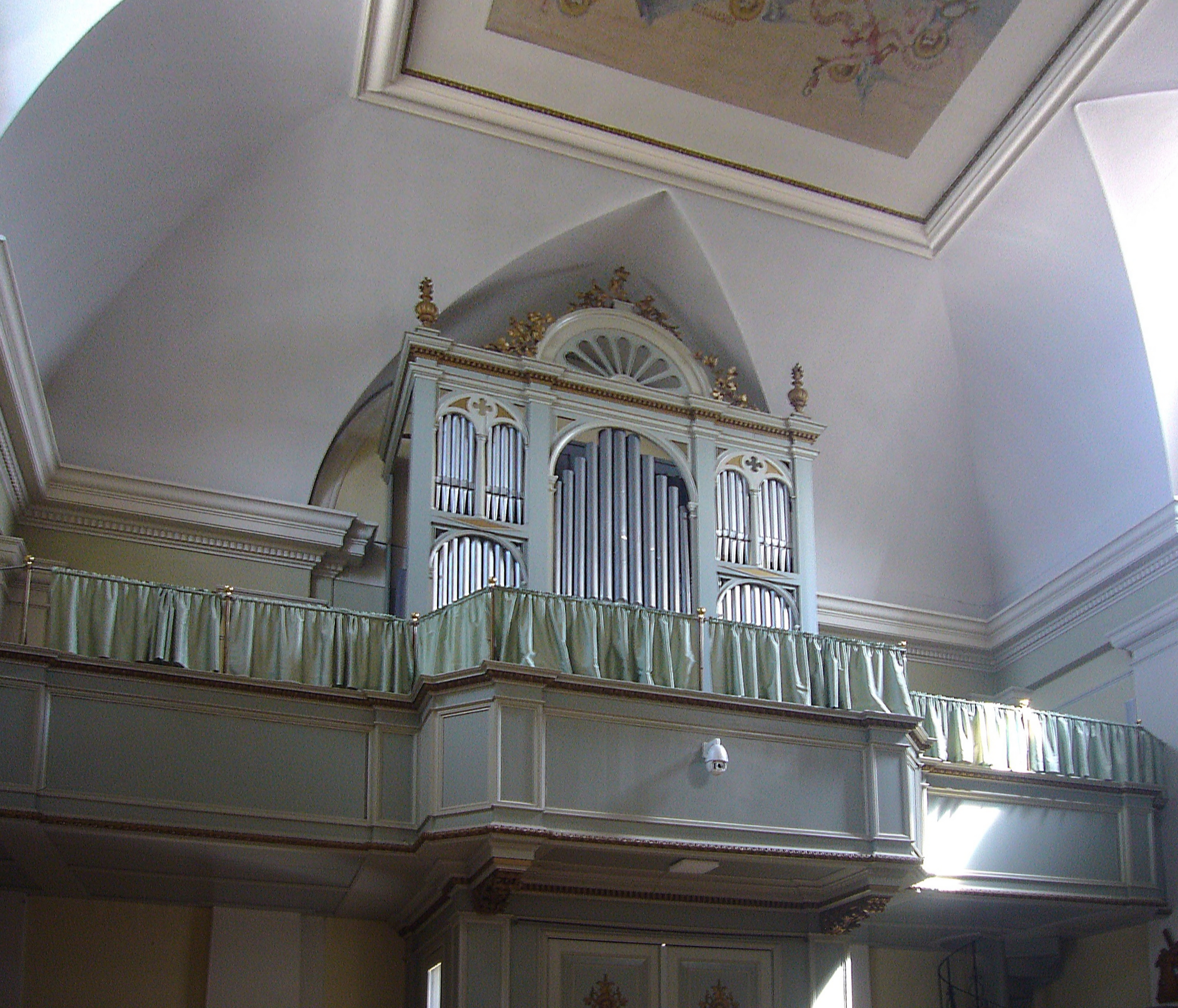
L'organo

L'intitolazione a santa Giuliana compare invece a partire dal 1350, data in cui è riportata in un estimo vescovile, in seguito al trasferimento della sede plebanale nell'omonima chiesa; in un inventario del 1461 la pieve è citata col doppio titolo di Santa Giuliana e San Pietro.
Dalla relazione della visita pastorale del 1535 del vescovo Callisto, suffraganeo del cardinale Francesco Pisani, si legge che la pieve di Santa Giuliana era in buone condizioni, mentre le antiche chiese di San Pietro e Santa Maria (antica pieve) versavano in cattivo stato.
Nel 1876 il vescovo ausiliare Polin, durante la sua visita, annotò che era ancora in costruzione la torre campanaria, che sarebbe poi stata portata a termine nel 1879.
La prima pietra della nuova parrocchiale neoclassica fu posta nel 1888; la chiesa, ultimata nel 1890 e consacrata nel 1899, venne poi ampliata già nel 1902.
In epoca postconciliare si procedette all'adeguamento liturgico secondo le nuove norme mediante l'aggiunta dell'altare rivolto verso l'assemblea.

## Descrizione

### Facciata
La facciata a capanna della chiesa, rivolta a nordest e scandita da quattro lesene con capitelli ioniche sorreggenti il fregio e il frontone in cui s'apre un oculo, presenta al centro il portale d'ingresso, sormontato dal timpano triangolare, e ai lati due nicchie contenenti due statue.
Accanto alla parrocchiale si erge il campanile a pianta quadrata, la cui cella presenta su ogni lato una monofora ed è coperta dal tetto a otto falde poggiante sul tamburo.

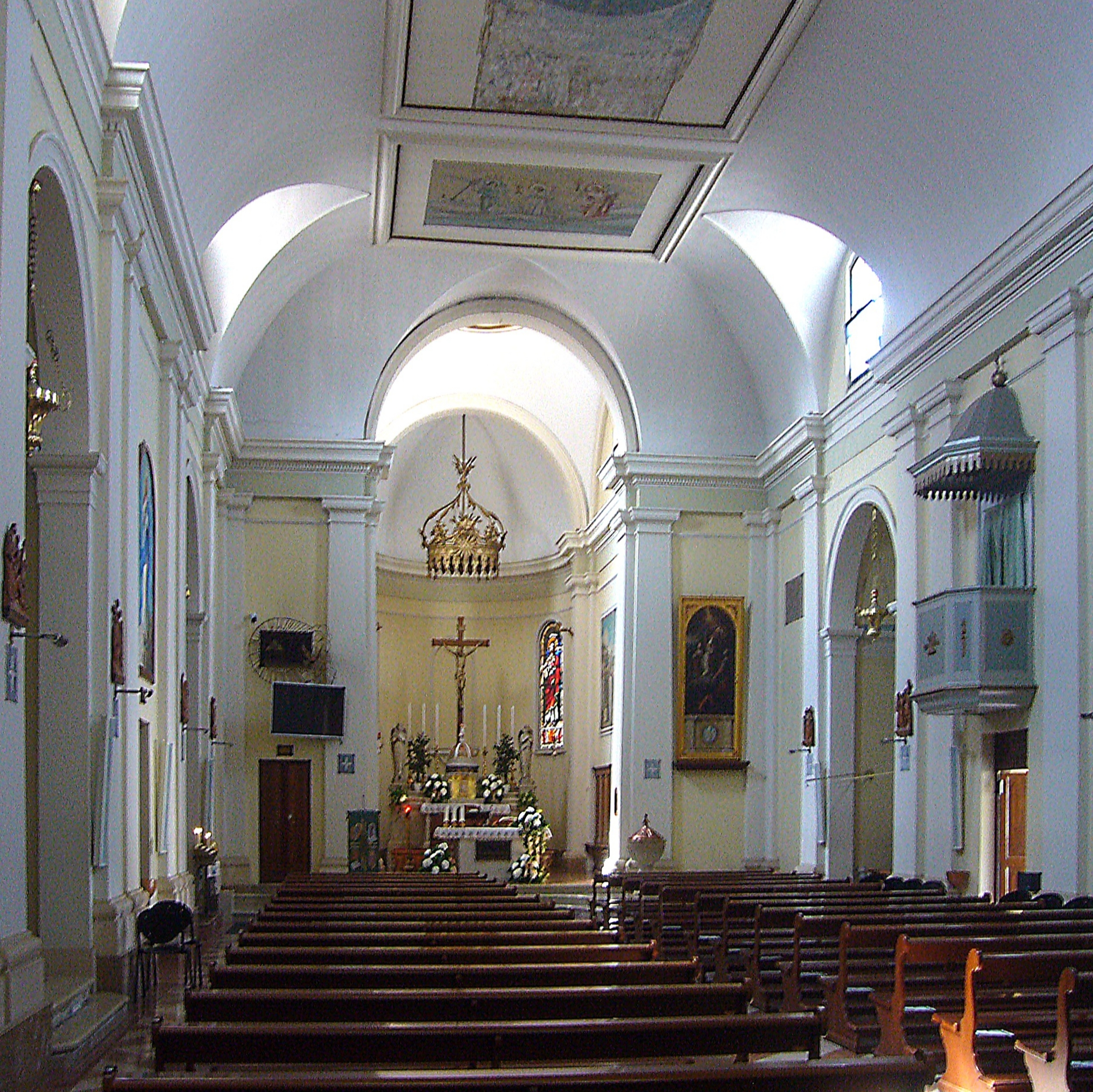
L'interno

### Interno
L'interno dell'edificio si compone di un'unica navata, sulla quale si affacciano le sei cappelle laterali, introdotte da archi a tutto sesto, e le cui pareti sono scandite da paraste con capitelli d'ordine dorico sorreggenti la trabeazione modanata e aggettante sopra la quale si imposta la volta a botte, abbellita da affreschi; al termine dell'aula si sviluppa il presbiterio, rialzato di alcuni gradini e chiuso dall'abside semicircolare.
Qui sono conservate diverse opere di pregio, tra le quali i due affreschi ritraenti Melchisedec che consegna il pane ad Abramo e l'Ultima cena, eseguiti nel 1952 da Armando e Galliano Migliolaro.